# Катесово
Катесово — упразднённый посёлок в Сургутском районе Ханты-Мансийского автономного округа России. Входил в состав Локосовской сельской администрации. Упразднён в 2000-е годы.

## География
Располагался в истоке безымянного притока реки Сортымъягун (приток реки Катесовский Ёган), у НПС Юган, на расстоянии 34 км к юго-западу от села Локосово.
Климат
Климат резко континентальный, зима суровая, с сильными ветрами и метелями, продолжающаяся семь месяцев. Лето относительно тёплое, но быстротечное.

## История
В 1988 году населённому пункту возникшему на территории Сургутского района присвоено название Катесово.

## Население
| 1989 | 2002 |
| ---- | ---- |
| 0    | →0   |